# Henrietta Ónodi
Henrietta Ónodi (* 22. Mai 1974 in Békéscsaba) ist eine ehemalige ungarische Turnerin.

## Erfolge
Henrietta Ónodi gewann mit ihren ersten internationalen Medaillen auch sogleich einen Titel, als sie bei den Europameisterschaften 1989 in Brüssel am Stufenbarren den ersten Platz belegte und am Boden Dritte wurde. Die Platzierung am Boden wiederholte sie ein Jahr darauf bei den Europameisterschaften in Athen. Darüber hinaus schloss sie 1990 auch den Wettkampf im Einzelmehrkampf auf dem dritten Rang ab. Bei den Weltmeisterschaften 1991 in Indianapolis gewann sie am Sprung noch die Silbermedaille, ehe ihr 1992 in Paris schließlich in dieser Disziplin auch bei den Weltmeisterschaften ein Titelgewinn glückte.
Ebenfalls 1992 gehörte Ónodi zum ungarischen Kader bei den Olympischen Spielen 1992 in Barcelona. Im Einzelmehrkampf erzielte sie 39,449 Gesamtpunkte und platzierte sich damit auf dem achten Gesamtrang. Sie verpasste mit ihren Einzelwertungen jeweils das Finale am Stufenbarren als Zwölfte und am Schwebebalken mit Rang 47. Am Boden war ihr dagegen das drittbeste Resultat im Einzelmehrkampf gelungen, womit sie das Finale erreichte. In diesem erzielte sie mit 9,950 Punkten das zweitbeste Ergebnis hinter Olympiasiegerin Lavinia Miloșovici aus Rumänien, die eine perfekte Wertung von 10,000 Punkten erhielt. Ódoni gewann somit die Silbermedaille. Noch besser verlief der Wettkampf am Sprung. Als Zweitbeste war Ódoni in den Finaldurchgang gestartet, den sie mit dem Bestwert von 9,925 Punkten beendete. Zusammen mit der punktgleichen Lavinia Miloșovici erhielt Ódoni die Goldmedaille als Olympiasiegerin, Bronze ging an die für das Vereinte Team startende Tetjana Lyssenko. Mit der ungarischen Mannschaft schloss Ódoni den Mehrkampf auf Rang sechs ab.
Nach den Spielen 1992 beendete Ónodi zunächst ihre Karriere und zog in die Vereinigten Staaten, um ein Marketingstudium an der University of the Incarnate Word in San Antonio zu absolvieren. Anlässlich der Olympischen Spiele 1996 in Atlanta kehrte sie auf die Wettkampfbühne zurück. Ihre Ergebnisse blieben allerdings weit hinter ihren Resultaten von 1992 zurück. Im Einzelmehrkampf kam sie nicht über den 74. Platz hinaus und verpasste damit auch die Finaldurchgänge an allen Spezialgeräten. Ihre beste Platzierung war ein 36. Platz am Schwebebalken, gefolgt von einem 40. Platz am Sprung und einem 48. Platz am Boden. Im Wettkampf am Stufenbarren belegte sie den 93. Platz. Mit der Mannschaft wurde sie Neunte.
Im Anschluss an die Universiade 1997 gab Ónodi ihr endgültiges Karriereende bekannt. Sie schloss 2001 ihr Marketingstudium ab und begann eine Tätigkeit bei der World Olympians Association in Miami. Mit ihrem US-amerikanischen Ehemann James Haley, der 1992 als Moderner Fünfkämpfer an den Olympischen Spielen teilgenommen hatte, betreibt sie mittlerweile eine Praxis für Chiropraktik in Jacksonville. 2010 wurde Ónodi, die zwischenzeitlich die US-amerikanische Staatsbürgerschaft erhalten hatte, in die International Gymnastics Hall of Fame aufgenommen.